# Fasta paviljongen, Långholmen

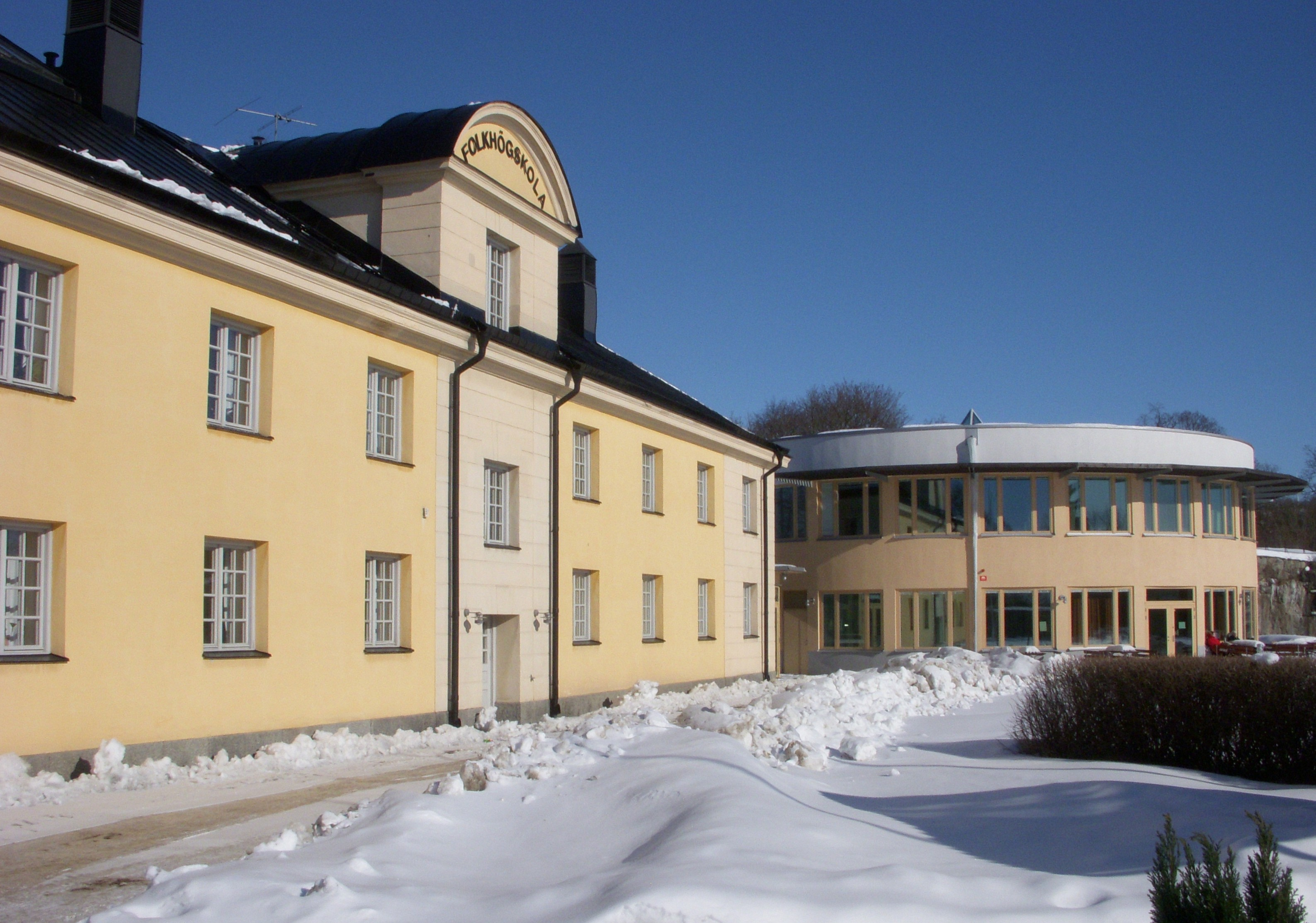
Huvudbyggnaden till vänster och tillbyggnad till höger som de såg ut 2010

Fasta paviljongen är en byggnad på ön Långholmen i Stockholm. Paviljongen var ursprungligen en del av Långholmens centralfängelse, en så kallad fast paviljong. På den stora fria ytan framför Fasta paviljongen låg centralfängelsets byggnader som revs 1982. Fram till sommaren 2017 hade Långholmens folkhögskola sin verksamhet i lokalerna, efter det används lokalerna av en förskola och en grundskola.

## Fängelsetiden
Åren 1914 till 1915 uppfördes en ny så kallad arbetscellsbyggnad i direkt anslutning norr om centralfängelset, som kallades Fasta paviljongen. Cellerna, som var anordnade kring en bred mittkorridor var så stora att en hyvelbänk rymdes i varje och att den intagne kunde utföra snickeriarbeten. Byggnaden användes fram till 1946 men stod sedan tom i några år. 1950-1951 byggdes den om till en fast, rymningssäker paviljong. Från 1969 till nedläggningen 1975 var den kvinnoavdelningen.

## Långholmens folkhögskola 1987–2017
Långholmens folkhögskola startade sin verksamhet 1987 och flyttade 1989 från Wallingatan till Långholmen i det som var Fasta paviljongen. Den gamla paviljongen har moderniserats och byggdes 1988–90 till mot väst med en matsal som ligger där en gång de tårtbitsformade rastgårdarna fanns. Fängelsemuren blev en del av interiören. Ombyggnaden, som ritats av Bjurström & Brodin arkitekter, tilldelades år 1991 Målaremästarnas Riksförenings utmärkelse Bästa Färgmiljö. År 2007 kompletterades anläggningen med en rund tvåvåningsbyggnad mot öst. Anledningen var att Folkhögskolan, som då hyrde lokaler på annan plats i staden, önskade samla verksamheten på ett ställe. Sommaren 2017 flyttade folkhögskolan till Marabouparken i Sundbybergs kommun.

## Bilder

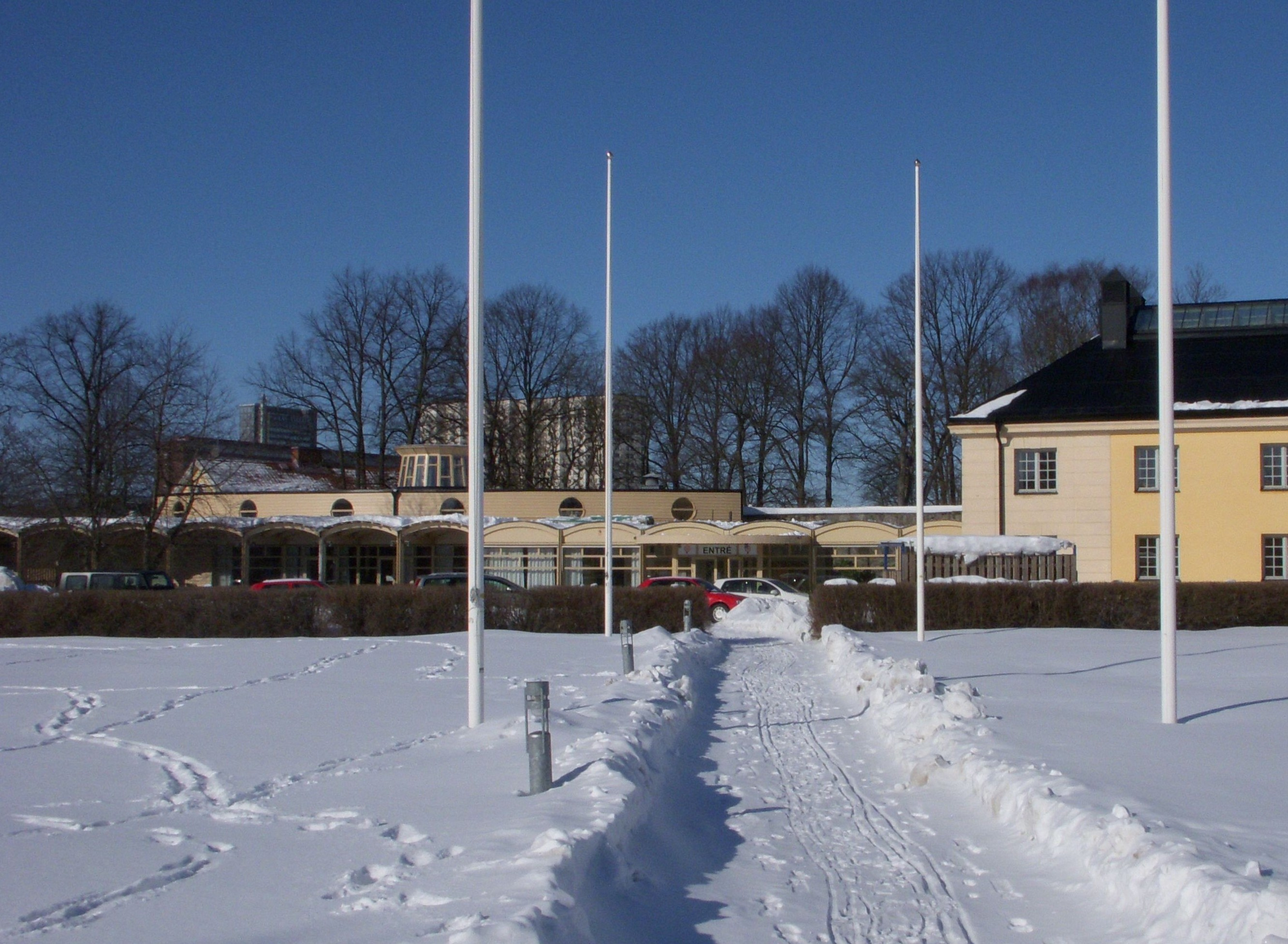
Tillbyggnad mot väst från 1990
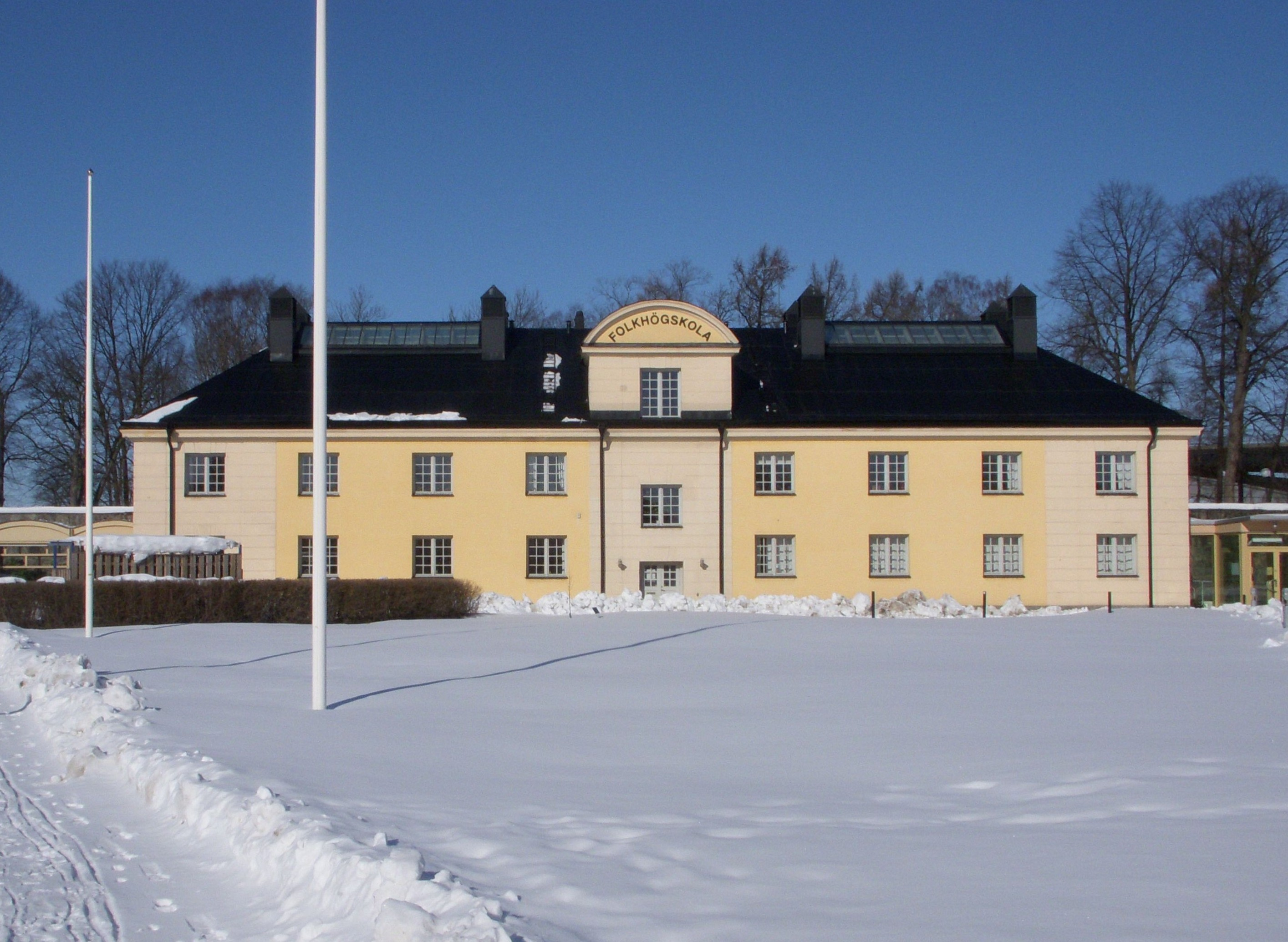
Fasta paviljongen från 1914
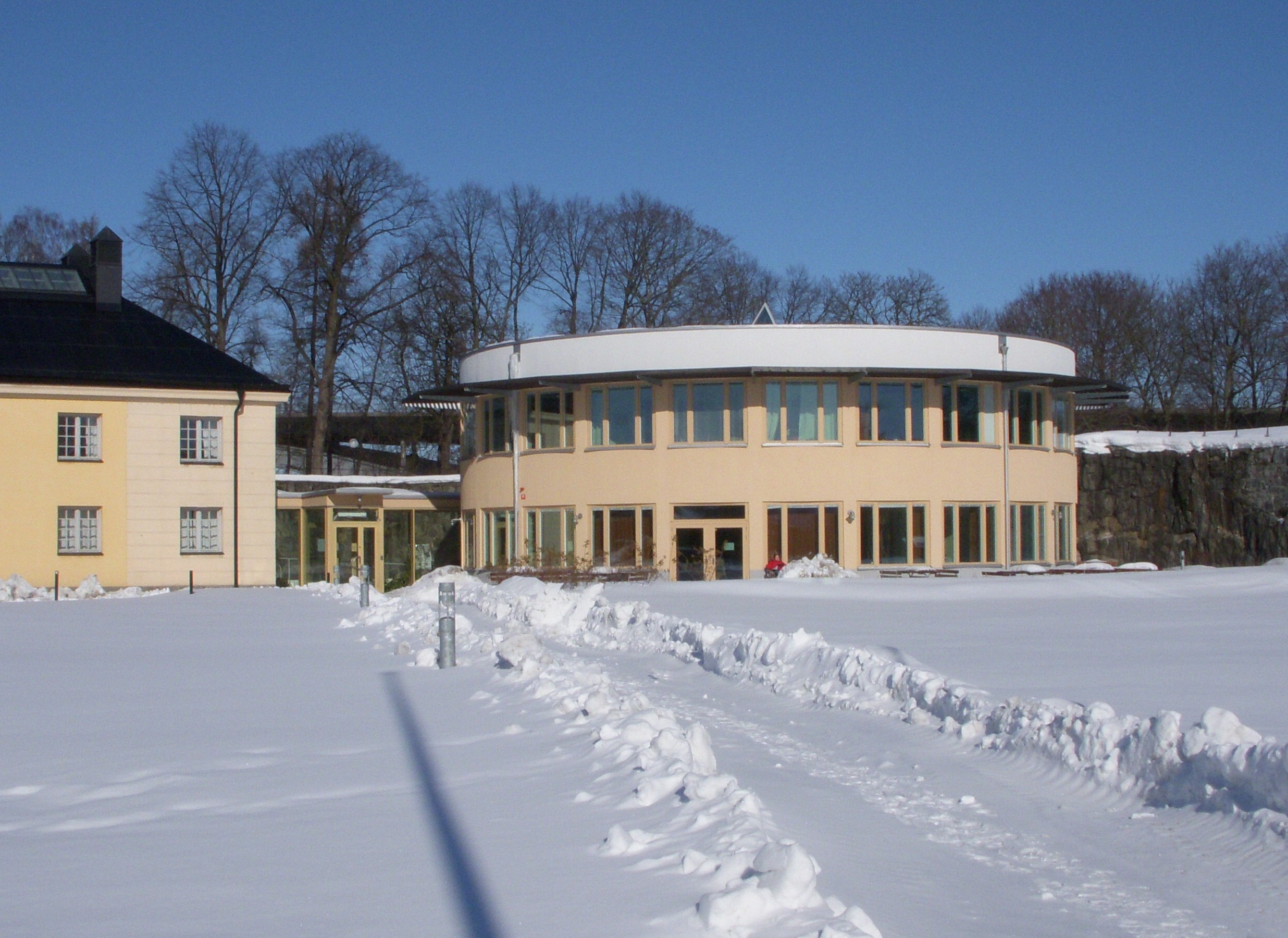
Tillbyggnad mot öst från 2007